# Ramón Fernández Sarasquete
Ramón Fernández Sarasquete (de vegades escrit Sarasqueta) (Santa Uxía de Ribeira, 26 de febrer de 1909 - La Corunya, 15 d'octubre de 1979) fou un futbolista gallec de la dècada de 1930.

## Trajectòria
Es formà al club Vilagarcía, amb el qual jugà a Segona Categoria. El 1929 fitxà pel Celta de Vigo, el qual el cedí més tard a l'Eiriña FC de Pontevedra a canvi d'uns vots a la Federació. El desembre de 1929 fitxà pel RCD Espanyol, club amb el qual debutà a primera divisió, on disputà 8 partits. La temporada següent la començà al reserva de l'Espanyol, fins que el febrer de 1931 fou fitxat pel Deportivo de La Coruña, club on romangué fins a 1936.